# Рытов, Сергей Михайлович
Серге́й Миха́йлович Ры́тов (20 июня [3 июля] 1908, Харьков — 22 октября 1996, Москва) — советский учёный, специалист в области радиофизики. Член-корреспондент Академии наук СССР по Отделению общей физики и астрономии (радиотехника и электроника) с 26 ноября 1968 года (с 1991 — член-корреспондент РАН).

## Биография
Родился в Харькове в еврейской семье. Перед вступлением в брак родители приняли лютеранство. Отец, Михаил Михайлович Рытов, получивший коммерческое образование, работал управляющим в фирме «Блок», позже в шведской фирме SKF, поставлявшей в Россию шариковые подшипники. В раннем детстве Сергей перенёс полиомиелит, оставивший после себя хромоту. Когда ему было два года семья переехала в Москву, где в 1916 году родители расстались, отец создал новую семью — старшая дочь Нина осталась с отцом, а Сергей жил с матерью Евгенией Владимировной (Розалией Евсеевной) Волькензон, которая в 1916—1917 годах была актрисой в студии Е. Б. Вахтангова. 
Начал учиться в 1916 году в Москве. В 1918—1920 годах жил с отцом в Одессе (где жили мать и брат отца — присяжный поверенный Владимир Моисеевич Рытов) и в 1920—1922 годах с матерью в Харькове. Рано остался без родителей (отец умер в 1922 году, мать в 1924 году), был взят на попечение своей 28-летней двоюродной сестрой Рахилью Моисеевной Брейнин, которая работала редактором в медицинском издательстве. После окончания в 1925 году 10-й московской школы направлен на обучение в 1-й МГУ. В 1930 году окончил физико-математический факультет московского университета, поступил в аспирантуру НИИ физики при МГУ. Преподавал физику и математику в МГУ (1930—1932 гг., 1934—1938 гг.), а также в ГИФТИ (1932—1934 гг., 1945—1947 гг.) и МФТИ (1947—1978 гг.). В 1933 году окончил аспирантуру по специальности «теория колебаний» под руководством академика Л. И. Мандельштама.
В 1934—1958 годах работал в оптической лаборатории Физического института АН СССР (ФИАН). В 1935 году начал исследования по дифракции света на ультразвуковых волнах. В 1937 году предложил эффективный метод анализа построения волн в плавнонеоднородных средах (Метод Рытова) — мощный инструмент исследования распространения волн. В 1938 году защитил докторскую диссертацию на тему «Модулированные колебания и волны», которая оказала огромное влияние на развитие теории колебаний.
В 1947 году стал профессором, заведующим кафедрой общей физики, а с 1949 года — кафедры радиофизики на физико-техническом факультете МГУ, с 1951 года — МФТИ. В 1947 году был членом комиссии для тайного голосования в ФИАНе на защите диссертации А. Д. Сахарова «Теория ядерных переходов». 24 мая 1949 года на заседании Учёного совета ФИАН председательствующий директор института С. И. Вавилов обвинил С. М. Рытова вместе с коллегами С. Э. Хайкиным, Я. Л. Альпертом, В. Л. Гинзбургом и М. А. Марковым в «космополитических ошибках». На том же заседание его подверг резкой критике А. П. Комар. В результате этих обвинений 12 января 1950 года С. М. Рытов был освобождён от обязанностей заместителя заведующего лаборатории колебаний и был исключён из состава Учёного совета ФИАН.
В 1958 году С. М. Рытов по приглашению академика А. Л. Минца возглавил радиофизическую лабораторию в РТИ АН СССР (с 1980-х годов — начальник теоретического отдела). Его работа касалась исследования принципиальных физических вопросов, связанных с разработкой и созданием наземных радиоинформационных комплексов: исследование влияния неоднородностей атмосферы на характеристики радиолокаторов дальнего действия, разработка и создание малошумящих параметрических усилителей, развитие акустооптических методов обработки радиолокационных сигналов, исследование ионосферы с помощью ракет и искусственных спутников Земли в интересах дальней радиолокации.

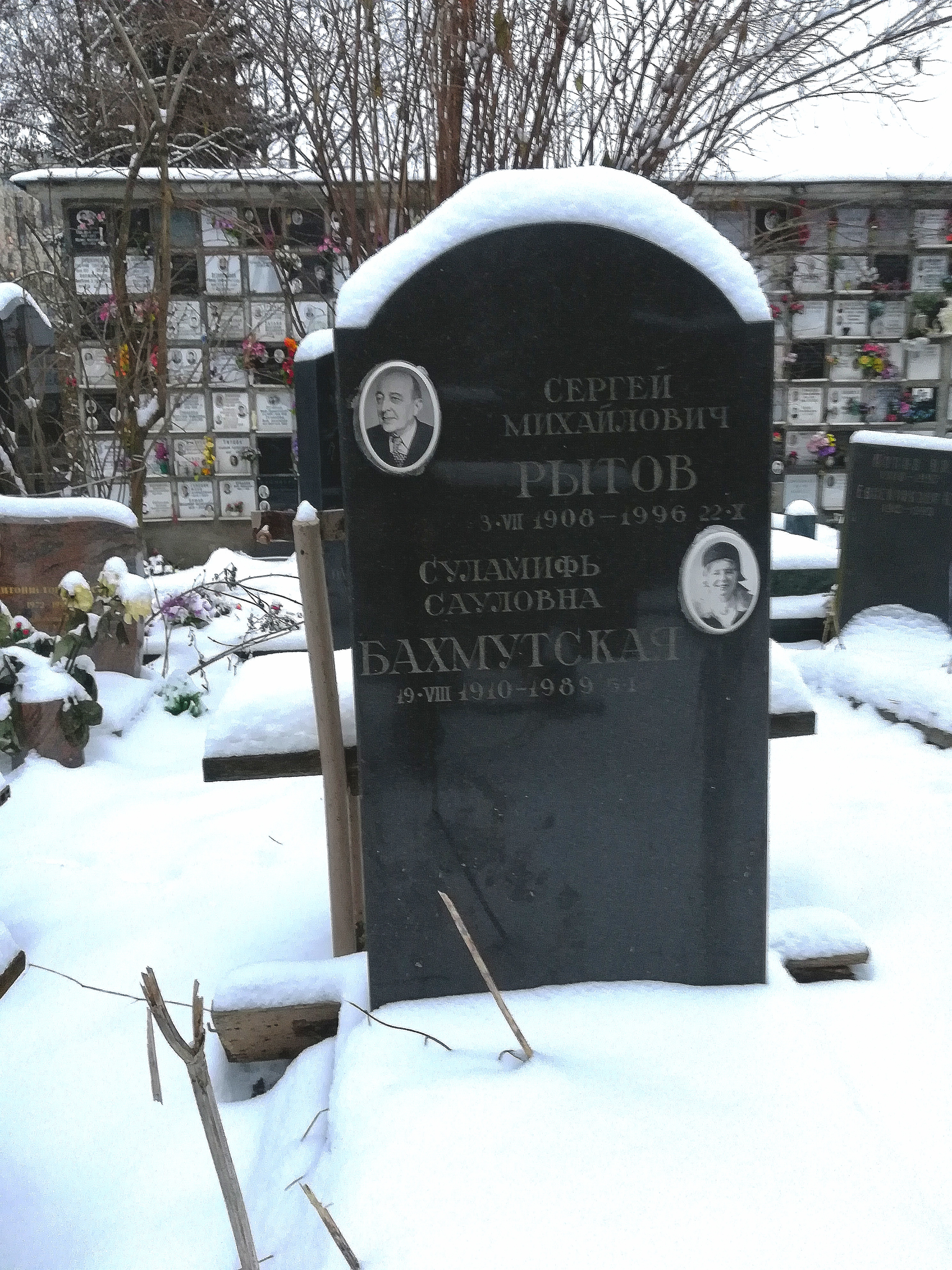
Могила на Донском кладбище

Похоронен на Донском кладбище.

## Семья
- Жена (с 1933 года) — Суламифь Сауловна Бахмутская (1910, Лубны — 1989, Москва), химик,  выпускница Военно-химической академии имени К. Е. Ворошилова, работала на заводе «Каучук», затем научным сотрудником в Научно-исследовательском институте резиновой промышленности и Институте органической химии АН СССР.
  - Дочь — Наталия Сергеевна Рытова (1937—2012), кандидат физико-математических наук; её муж — доктор физико-математических наук Владимир Григорьевич Шавров (род. 1932).
- Дядя — Владимир Мошкович (Моисеевич) Рытов (1879, Минск — 1960, Париж), адвокат, деятель русской эмиграции, член Объединения русских адвокатов во Франции (в 1947—1960 годах член Совета этого объединения).
- Двоюродный брат — художник и скульптор Александр Иосифович (Мордкевич) Волькензон (1903—?).
- Сын двоюродного брата — физик-теоретик Ю. А. Гольфанд.

## Научный вклад
Области, в которые С. М. Рытов внёс фундаментальный вклад, можно условно разделить на три большие группы:
- теория колебаний и акустика;
- распространение волн, электродинамика и оптика;
- статистическая радиофизика.

С. М. Рытову принадлежит наиболее общая феноменологическая теория молекулярного рассеяния света, включающая в себя анализ спектров Мандельштама-Бриллюэна и деполяризованного излучения, а также спектра рассеяния, обусловленного флуктуациями энтропии. Эта теория, подтверждённая многочисленными экспериментами, получила общее признание. В своих работах он также дал строгое решение задачи об отражении электромагнитных волн от слоя с отрицательной диэлектрической постоянной, исследовал вопрос о связи между вектором Пойнтинга, вектором групповой скорости и плотностью энергии при распространении электромагнитных волн в анизотропных средах.
Он стал одним из основоположников теории тепловых флуктуаций в электродинамике.
Некоторые из развитых им методов анализа радиофизических задач стали настолько общеупотребительными, что воспринимаются в качестве «народных».
С. М. Рытов является автором отдельных разделов в популярных учебниках физики. В России хорошо известен его учебник «Введение в статистическую радиофизику». Переработанное издание монографии в 4-х томах издано за рубежом и получило заслуженное признание. Так на октябрь 2021 г., согласно сайту Google Scholar, издание цитировалось 1468 раз.
Профессор Рытов продолжил традиции своего учителя — российского учёного Мандельштамма Л. И. и постепенно создал свою научную школу. В этом ему содействовали известные московские профессора Татарский В. И., Левин М. Л., Кравцов Ю. А. и другие участники общемосковского семинара по радиофизике. На семинаре рассматривались не только плановые работы московских НИИ, но и пионерские общефизические исследования, привлекающие большое внимание физиков. Яркость личности С. М. Рытова привлекала к нему талантливых и ищущих свой путь в науке молодых ученых. Из его школы вышли физики Кравцов Ю. А., Яковлев В. П., Муратов Р. З., З. И. Фейзулин, В. В. Караваева , В. В. Сазонов, С. П. Ефимов, А. Б. Шмелев, В. Г. Полевой, С. В. Бирюков, Л. А. Апресян. 

## Награды
- 3 ордена Трудового Красного Знамени (в том числе 10.06.1945; 27.03.1954)
- орден «Знак Почёта»
- медали
- Золотая медаль имени А. С. Попова (1959) за цикл работ в области статистической радиофизики.

## Публикации
- Рытов С. М. Модулированные колебания и волны // Тр. Физического института АН СССР, 1940, т. 2, вып. 1.
- Рытов С. М. Теория электрических флуктуаций и теплового излучения. — М., 1953.
- Рытов С. М. Что увидит и с чем столкнётся астронавт, летящий с околосветовой скоростью. // «Природа», 1960, № 4.
- Рытов С. М. Введение в статистическую радиофизику. — М.: Наука, 1966.
- Рытов С. М., Левин М. Л. Теория равновесных тепловых флуктуаций в электродинамике. — М., 1967.
- Рытов С. М. Введение в статистическую радиофизику. Ч.1. Случайные процессы. — М.: Наука, 1976.
- Рытов С. М., Кравцов Ю. А., Татарский В. И. Введение в статистическую радиофизику. Ч.2. Случайные поля. — М.: Наука, 1978.
- Rytov Sergei M., Kravtsov Yurii A., Tatarskii Valerian I. Principles of Statistical Radiophysics.v.4, Springer- Verlag Berlin Heidelberg ISBN 978-3-642-72684-2